# Imelda Lima Pontes
Imelda Lima Pontes FCIM (Acarape, 29 de setembro de 1920 — Fortaleza, 16 de março de 2013) foi religiosa católica, escritora e advogada criminalista brasileira.

## Biografia
Nasceu em Acarape, Ceará. Em 1945, ingressou na Congregação das Filhas do Coração Imaculado de Maria. Passou algum tempo no Estado do Pará, mas logo voltou para o seu estado natal, trabalhando como educadora nas escolas de sua congregação. Também começou a prestar serviço voluntário num presídio feminino de Fortaleza. Com o decorrer do trabalho, ela sentiu a necessidade de mais informações para ajudar as pessoas. Em 1970, decidiu cursar faculdade de Direito na Universidade Federal do Ceará.
Foi aluna de juristas renomados como Paulo Bonavides e, em 1975, um ano depois de formada, abriu, em parceria com o advogado Mauriti Lucena, um escritório para atender exclusivamente as pessoas sem condições de pagar pelos serviços de advogado e, especialmente, as presidiárias, motivo pelo qual ela ingressou na universidade. Com maior dedicação à área criminalista, o escritório também atendia a causas trabalhistas e de família. Embora não atuasse em divórcios por questões religiosas, não deixava de dar aconselhamentos a casais e a orientar mulheres sobre seus direitos no caso de estarem se separando.
Em 1973, fundou a organização filantrópica “Departamento Direito e Paz" (Dipaz), onde prestava atendimento social e jurídico aos pobres. Esteve presente nas lutas feministas empreendidas no Estado e sempre apoiou e participou dos movimentos estudantis contra a ditadura, além de ter lutado pela anistia dos presos políticos do golpe de 1964. Sem esquecer seus trabalhos de caridade, foi diretora do Instituto São José por mais de 15 anos, onde sempre deu prioridade aos estudantes mais necessitados. Lá também funcionava seu escritório de advocacia.
Em 1998, lançou o livro “O Marginalizado É Gente”, no qual conta os trabalhos que desenvolveu como advogada, casos que atendeu através do Dipaz, fatos cômicos e as lutas que empreendeu em sua vida.
Irmã Imelda viveu seus últimos anos na casa de sua congregação, em Caucaia, ainda exercendo seu ofício como advogada esporadicamente para pessoas carentes. Portadora de hipertensão e de diabetes, ela faleceu em 16 de março de 2013, em Fortaleza, depois de passar três meses internada num hospital da Unimed. Seu corpo foi velado na Casa Cordimariana, em Caucaia, e sepultado no cemitério anexo.
Em 13 de julho de 2016, o Governo do Ceará deu o nome de "Irmã Imelda Pontes Lima" a uma unidade prisional em Aquiraz específica para detentos idosos, com doenças crônicas e graves e para os condenados exclusivamente pela Lei Maria da Penha.